# Ritratto di Eleonora de' Medici duchessa di Mantova
Il Ritratto di Eleonora de' Medici Duchessa di Mantova è un dipinto a olio su tela  (84x67 cm) di Frans Pourbus il Giovane, databile al 1603 circa e conservato nella Galleria Palatina di Firenze.
Il ritratto faceva parte delle Collezioni Gonzaga.